# Anders Osterlind
Anders Örm Österlind, né à Lépaud (Creuse) le 19 juin 1887, et mort à Paris le 5 janvier 1960, est un peintre français.
Il est le fils du peintre suédois Allan Österlind et de Joséphine Eugénie Carré et père de l’aquarelliste Nanic Österlind. Il est aussi père de deux filles Lise Courtier et Marie-Claire d’Ornano. Bien qu’ayant connu dans sa jeunesse le mouvement impressionniste avec Armand Guillaumin et Auguste Renoir vieillissant qu’il assistait dans ses travaux, ayant côtoyé, à leur apogée, les Fauves et noué des liens d’amitié et d’estime réciproque avec certains des artistes les plus marquants de l’École de Paris tels Amedeo Modigliani, Michel Kikoine, Chaïm Soutine, Othon Friesz, Jacques Villon, André Dunoyer de Segonzac, Allan Österlind manifeste très tôt un caractère indépendant, une sensibilité extrême aux grands souffles de la nature, et un souci de maîtrise picturale qui lui feront poursuivre, pendant un demi-siècle, indifférent aux modes, une œuvre de paysagiste original et forte d’une intense poésie.

## Biographie

### Enfance, 1887-1907
Il nait le 19 juin 1887, à 4 heures, au domicile de ses père et mère à Lépaud. Sa naissance est déclarée le lendemain, 20 juin, en présence de Christian Skredsvig et de Ernst Josephson, tous deux artistes peintres résidant à Lépaud mais légalement domiciliés, le premier, à Christiania (Norvège), le second, à Stockholm (Suède).
Durant toute cette période, Anders Österlind vit avec ses parents soit à Paris, soit en Bretagne (Bréhat, Penvern), soit en Indre (Gargilesse-Dampierre).
Dans le cercle des amis de ses parents, il rencontre en Bretagne le philosophe Ernest Renan, le critique d'art Armand Dayot, Charles Le Goffic, les poètes Edmond Haraucourt et Max Jacob, le peintre Maxime Maufra, en Creuse le poète Maurice Rollinat, en région parisienne l'importante société d'artistes scandinaves vivant dans la capitale à la fin du siècle, particulièrement August Strindberg, le prince Eugène de Suède et le peintre Per Ekström, et aussi, lorsqu'il a cinq ans, Auguste Renoir qui habitait non loin de ses parents au pied de Montmartre, et qui l'emmène marcher au jardin du Luxembourg. Il retrouvera l'illustre peintre à Cagnes en 1918-1919.
Ses études primaires se déroulent au gré des nombreux déplacements de sa famille, dans les écoles de Penvern, de Bréhat en Bretagne, ou de Gargilesse-Dampierre et Fresselines en Creuse. Ses études secondaires sont brèves et s'achèvent au collège Sainte-Croix de Neuilly. Il ne fréquente aucune école d'art ni atelier. Sa formation artistique se fait par son père, le peintre-graveur-aquarelliste Allan Osterlind, de tendance post-impressionniste et naturaliste, et par ses amis français, Maurice Rollinat, Maxime Maufra, Jean-François Raffaëlli, et surtout scandinaves, notamment le Suédois Per Ekström qui lui enseigna la pratique de la peinture au couteau qui sera une des caractéristiques de sa peinture.
En 1905, au Salon de la Société nationale des beaux-arts, Anders Osterlind expose un pastel, L'Aurore, et une huile sur toile, Effet de neige, sa première toile dont il fait don à son maître Per Ekström en reconnaissance.

### Maturité, 1907-1960
À partir de 1907, il commence à vendre sa peinture, notamment en Suède. Il fréquente le milieu artiste de Montparnasse et, à partir de 1918-1919, au sein des artistes de Montparnasse qui formeront l'École de Paris ; il compte parmi ses amis Michel Kikoine, Amedeo Modigliani, etc.
Anders Österlind est avant tout un paysagiste. À la recherche de la lumière, de l'émotion, il parcourt de nombreuses régions de France et séjourne aussi à l'étranger. Il puise son inspiration en région parisienne (Versailles, Moret-sur-Loing, forêt de Rambouillet), en Bretagne du Nord (Penvern, Ploumanac'h, Tonquédec, Bréhat, Lannion, Saint-Quay-Portrieux), dans le Finistère (Bénodet, Portsall), en Normandie (Honfleur, Barfleur, Yport, Martagny, etc.), dans le Midi (Arles, Cagnes-sur-Mer, Aix-en-Provence, Vaison-la-Romaine), dans la Creuse, la Corrèze, la Sarthe et la Touraine, dans les Alpes, en Lozère (Florac) et dans le Cantal (Thiézac), en Charente, au Pays basque. Il séjourne aussi en Tunisie, aux Pays-Bas, à Stockholm et à Copenhague.
Österlind est sociétaire du Salon d'automne, du Salon des indépendants, membre du comité du Salon des Tuileries, vice-président du Salon du dessin et de la peinture à l'eau.
Par acte reçu en la mairie de Neuilly-sur-Seine le 13 avril 1909, il reconnait pour son fils un enfant, né le 11 février précédent, dans le dix-huitième arrondissement de Paris, et inscrit sur les registres dudit arrondissement sous le nom d'Anders Allan Bakra, fils de Rachel Bakra (1889-1920) et de père non dénommé.
Il épouse, en premières noces, le 5 mars 1914 à Paris, Rachel Bakra, légitimant ainsi leur fils, Anders Allan Österlind, dit Nanic Österlind. Rachel, que Modigliani immortalisera en 1919, décédera en 1920.
Il épouse, en secondes noces, le 21 juin 1922, à Versailles, Yvonne Marie Madeleine Destrez.
Après avoir opté pour la nationalité suédoise, il est réintégré dans sa qualité de français, par décret en date du 28 mars 1924. 
En 1926 se crée la « Société Belfortaine des Beaux-Arts » qui organise chaque année jusqu'à la Seconde Guerre mondiale des expositions importantes aux musées de Belfort auxquelles Anders Osterland participe en compagnie de Georges Fréset, Jacques-Émile Blanche, Jean-Eugène Bersier, Raymond Legueult, René-Xavier Prinet, Henry de Waroquier, Jules-Émile Zingg.
À sa mort, il laisse un œuvre riche de plus de 2 000 toiles, dont certaines sont conservées dans des musées en France et à l'étranger.

## Son œuvre

### 1907-1926
Échappant sous la poussée des fauves et des cubistes, aux tendances impressionnistes et réalistes du milieu artistique de son père, Osterlind affirme, dès sa première participation au Salon de la Société nationale des beaux-arts, un goût certain pour une pâte riche, au service d’un lyrisme qui ne cessera de s’affirmer le temps passant : toiles de Neuilly-sur-Seine, Colombes, Bretagne, Cagnes. La palette se simplifie, tons ocre, fauve et vert dominent dans des paysages de Versailles, de Creuse et des forêts de l’Orne. L’homme atteint sa pleine maturité. La critique le place au niveau de Maurice de Vlaminck dont il n’est pas disciple, mais dont l'influence est sensible.

### La maturité 1926-1940
À partir de 1926, jouant audacieusement des blancs et des noirs, Osterlind livre des paysages aux étangs et rivières argentés, sous de grands ciels gris, qui feront identifier ces années de « période grise » par la critique.
Nombre de ses œuvres sont vendues aux enchères. C'est le cas de quatre d'entre elles comprises dans le catalogue des Tableaux modernes, dessins, aquarelles et gouaches, établi en vue de l'adjudication fixée le 22 mars 1926, dans la salle numéro 1 de l'Hôtel Drouot.
Ainsi, sont présentées Maisons dans un paysage de Bretagne, une toile de 60 centimètres de hauteur pour 73 centimètres de largeur, sous le numéro 77, Le gros arbre. Environs de Fontainebleau, une toile de 59 centimètres de hauteur pour 72 centimètres de largeur, sous le numéro 78, Jardins en Provence, une toile de 46 centimètres de hauteur pour 55 centimètres de largeur, sous le numéro 79, et Un village provençal, une toile de 60 centimètres de hauteur pour 73 centimètres de largeur, sous le numéro 80.
À partir de 1932, à l’étonnement des mêmes critiques, qui qualifieront alors ces années de « période verte », les paysages de Lozère, de Charente, et de la Somme déclinent toutes les tonalités du vert.
Par décret, publié au Journal officiel de la République française le 8 août 1935, il est nommé Chevalier de l'Ordre national de la Légion d'Honneur, en sa qualité d'artiste peintre, pour récompenser 31 années de carrière artistique et des services militaires.

### Le choc de la Seconde Guerre mondiale
La défaite, la mort de son fils, l’arrivée brutale de la nouvelle peinture bouleversent l’artiste dont les œuvres prennent alors souvent un caractère tragique : paysages neigeux du Cantal, toiles d’Île-de-France et de Bretagne, éclaboussées de jaune de chrome, bleu outremer, carmin, sombres descentes de croix aux cieux rougeoyants, natures mortes chahutées qui déconcertent les amateurs des toiles des périodes grise et verte et leur douce et étrange poésie.

### Le retour au calme, 1948-1960
Des séjours en Bretagne, des étés en Vexin et surtout le calme ensoleillé de la campagne d’Aix-en-Provence où il peint en songeant à Paul Cézanne, seul maître qu’il se reconnaisse à côté de son père, d’Ekstrom et de la Creuse de son enfance. Son œuvre s’achève par d’amples toiles où tons chauds et froids se retrouvent dans des bouquets aux chairs profondes et des paysages éclatants d’une vie intérieur apaisée.

### 1960

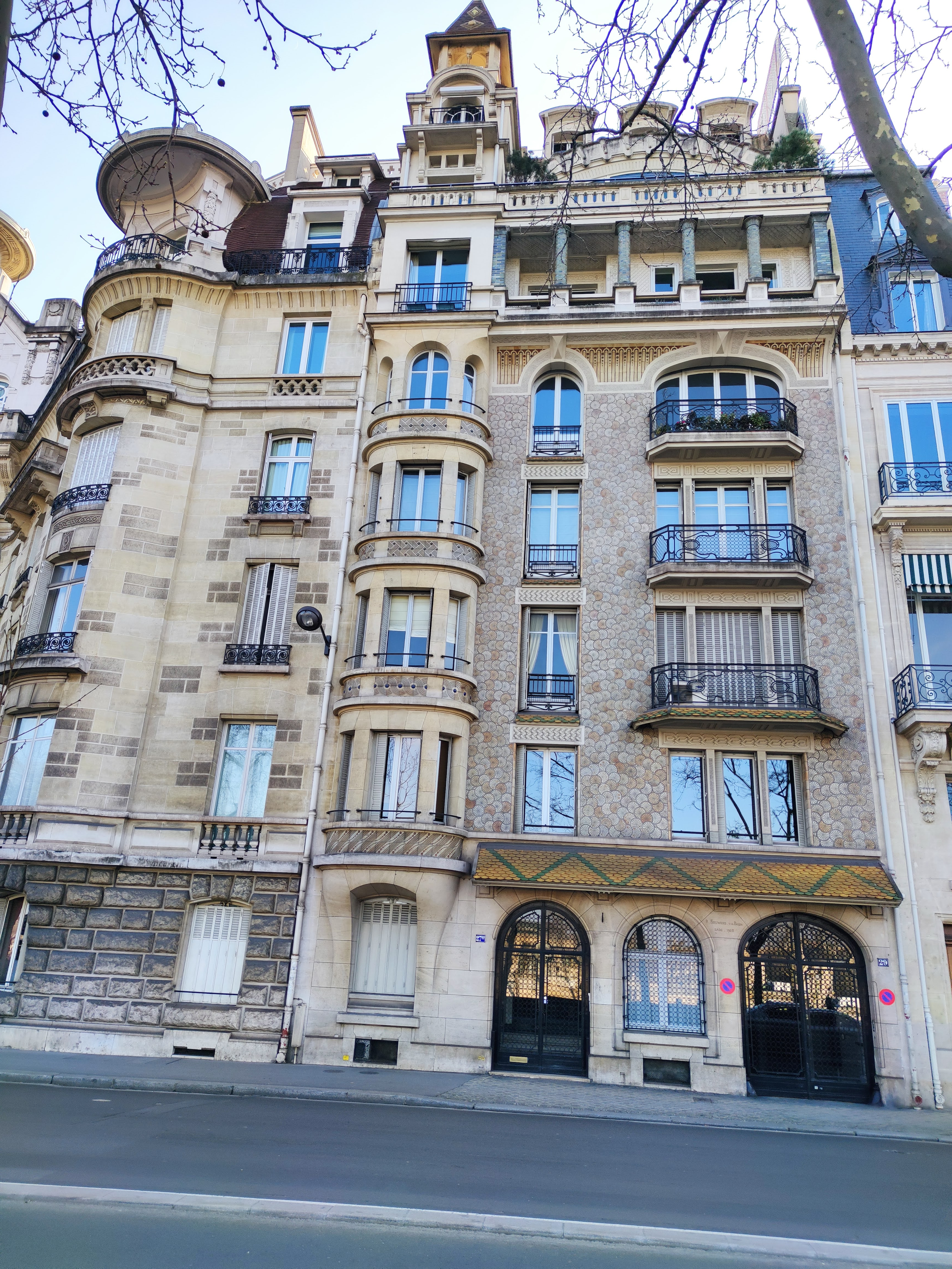
27 bis, quai Anatole-France, Paris.

Il meurt le 5 janvier 1960 en son domicile du 27 bis, quai Anatole-France à Paris, dans le 7e arrondissement.
Sa mort est, aux yeux d’artistes tels que Marc Chagall[réf. nécessaire] ou de critiques tels que René Huyghe, académicien, auteur de l’Art et l’Âme, celle d’un grand artiste de cette époque[réf. nécessaire].
Anders Osterlind repose au cimetière Saint-Louis de Versailles.

## Œuvres dans les collections publiques
Les œuvres d'Anders Osterlind figurent dans les collections des musées de La Haye, Rotterdam, Liège, Genève, Stockholm, dans les collections de l'État français et de la ville de Paris au musée d'art moderne de la ville de Paris et au musée Carnavalet, au musée du Domaine départemental de Sceaux, au musée des Années Trente de Boulogne-Billancourt, ainsi que dans ceux d'Aix-en-Provence, Belfort, Cagnes-sur-Mer, Collioure, Colombes, Guéret, Honfleur, La Châtre, Le Cateau-Cambrésis, Le Havre, Libourne, Limoges, Marseille, Montpellier, Roubaix, Saint-Amand-Montrond, Saint-Quentin, Tours, Perros-Guirec, etc. On peut aussi voir sa fresque à l'église Notre-Dame-de-la-Gare de Paris.
En 2013, le musée d'Art et d'Archéologie de Guéret consacre une exposition aux peintres post-impressionnistes de Crozant, premier volet de l'exposition La Creuse, une vallée atelier. Cette rétrospective laisse une large place aux œuvres d'Anders Osterlind parmi lesquelles figure Le moulin Brigand, huile sur toile peinte en 1918 et appartenant à la collection du Musée Saint-Vic à Saint-Amand-Montrond.

## Galerie

Œuvres d'Anders Osterlind, localisation inconnue
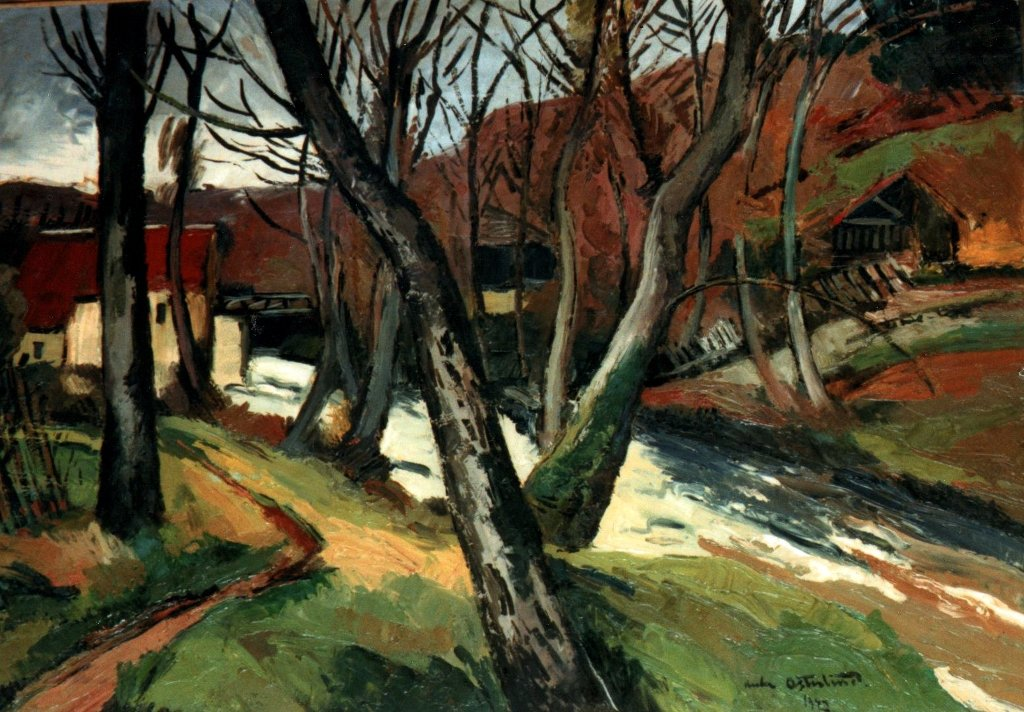
Paysage au pont (1922).
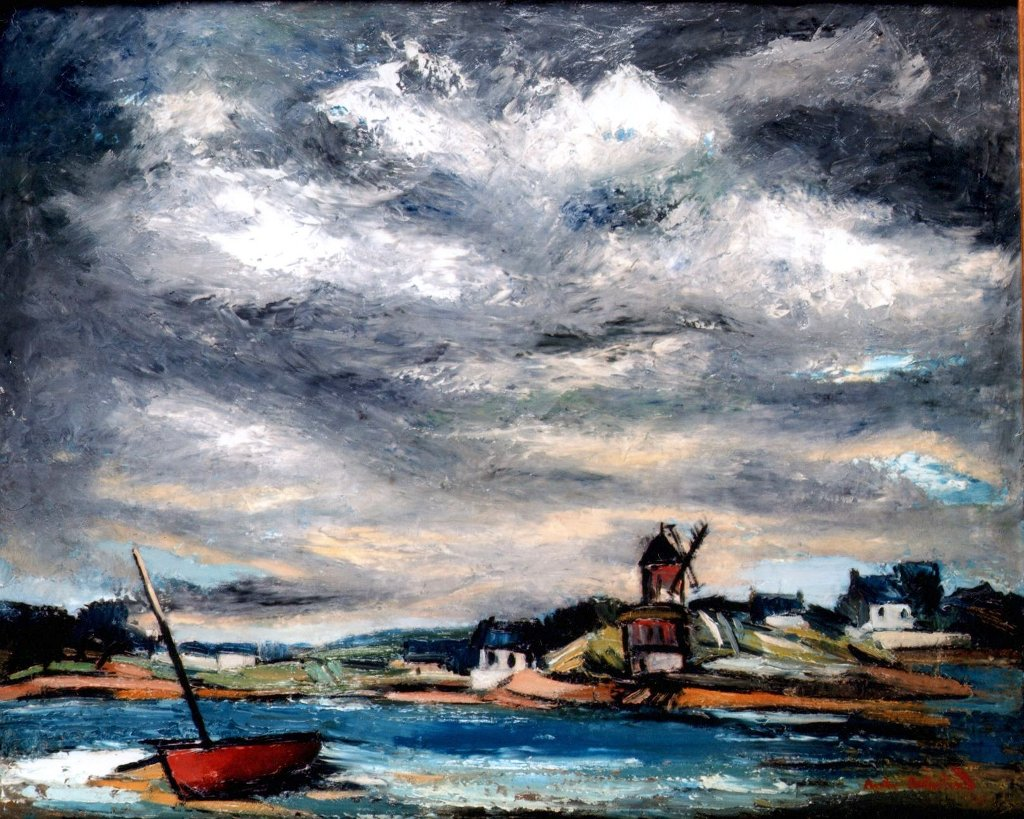
Marine, Bréhat (1927).
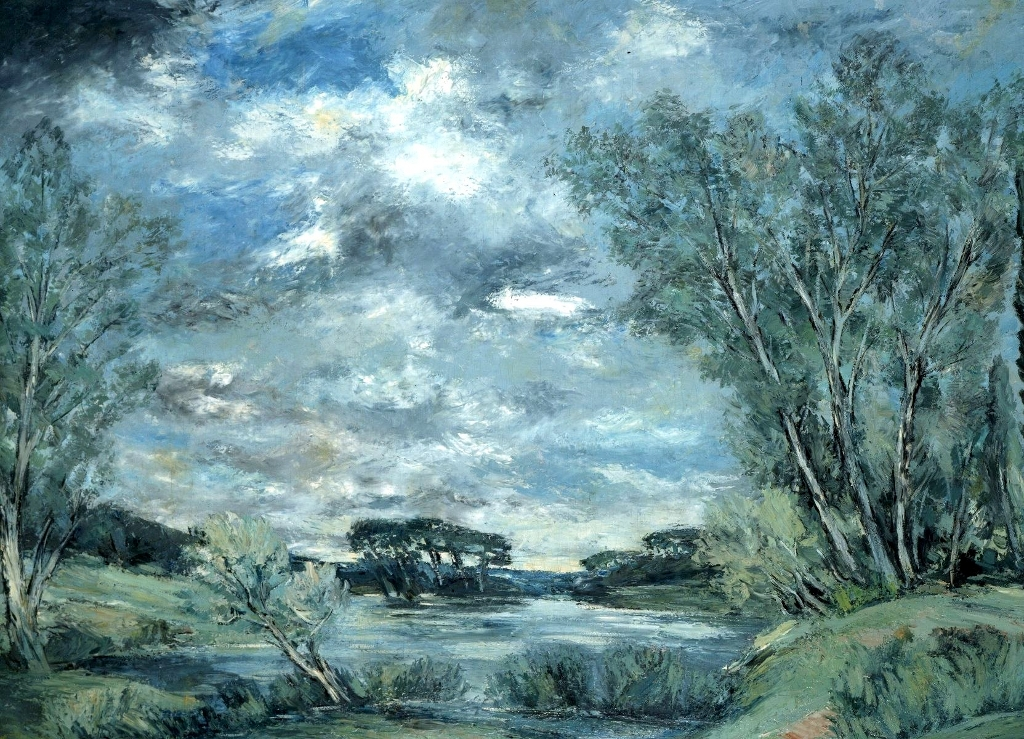
Cours d'eau dans un paysage boisé (1930).
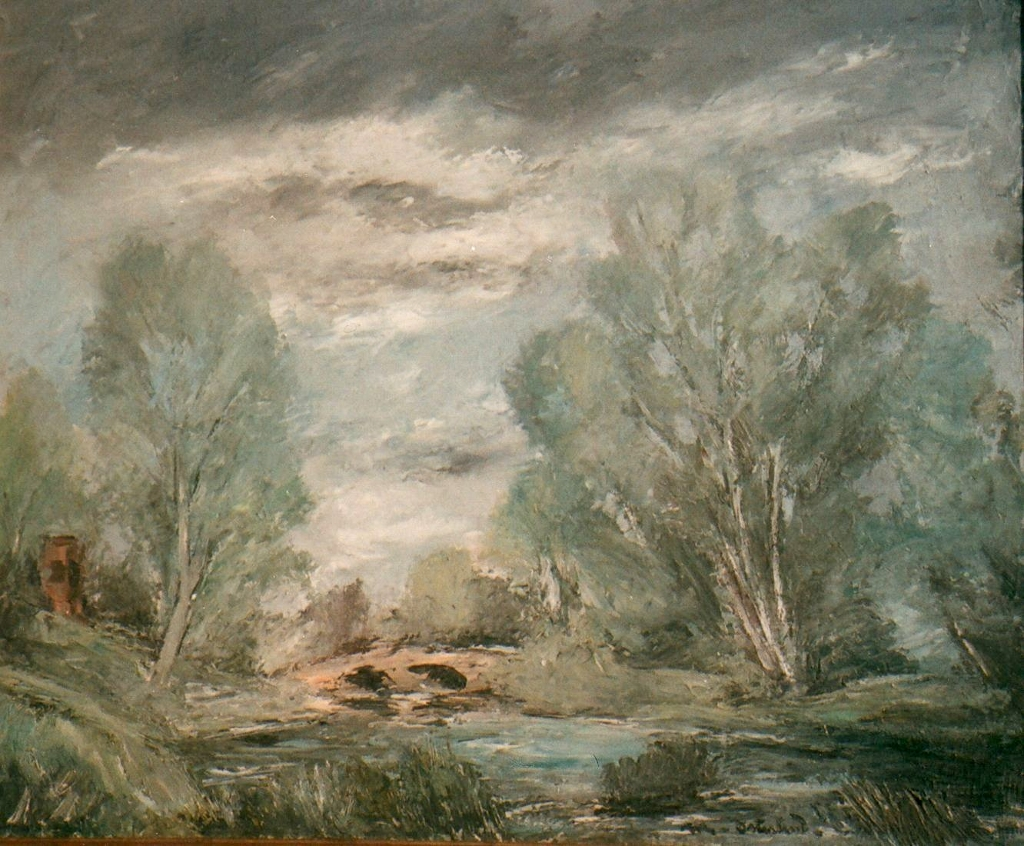
Bord de rivière (1932).
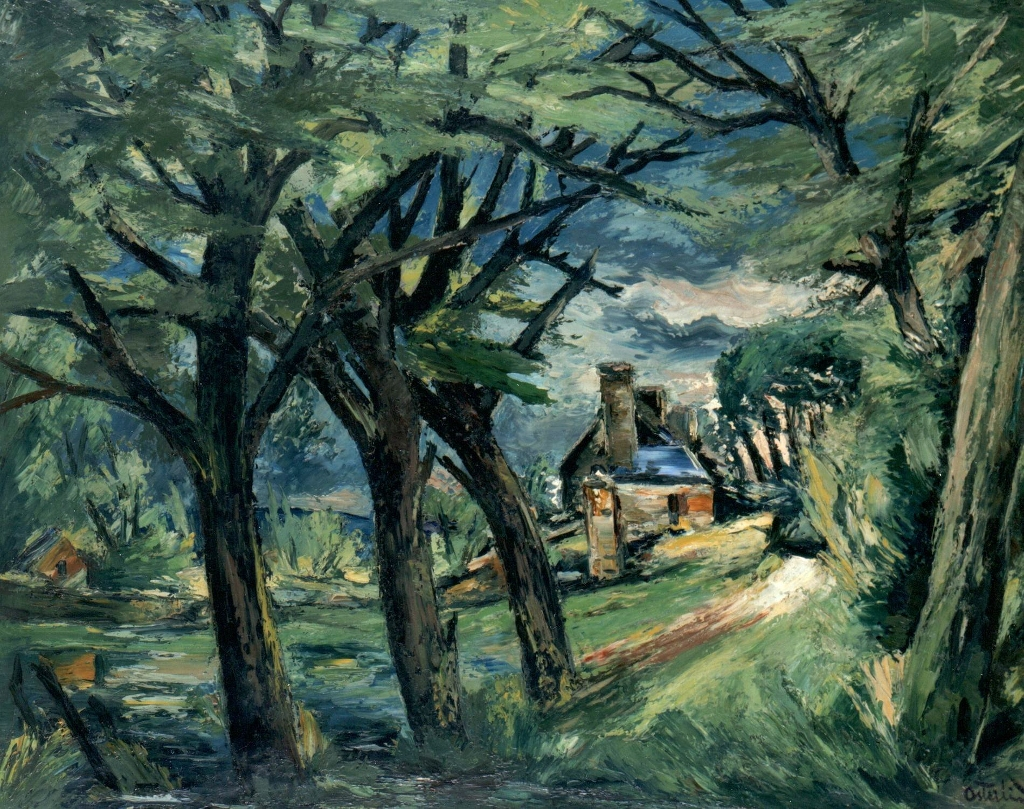
Le Parc (Touraine) (1942).
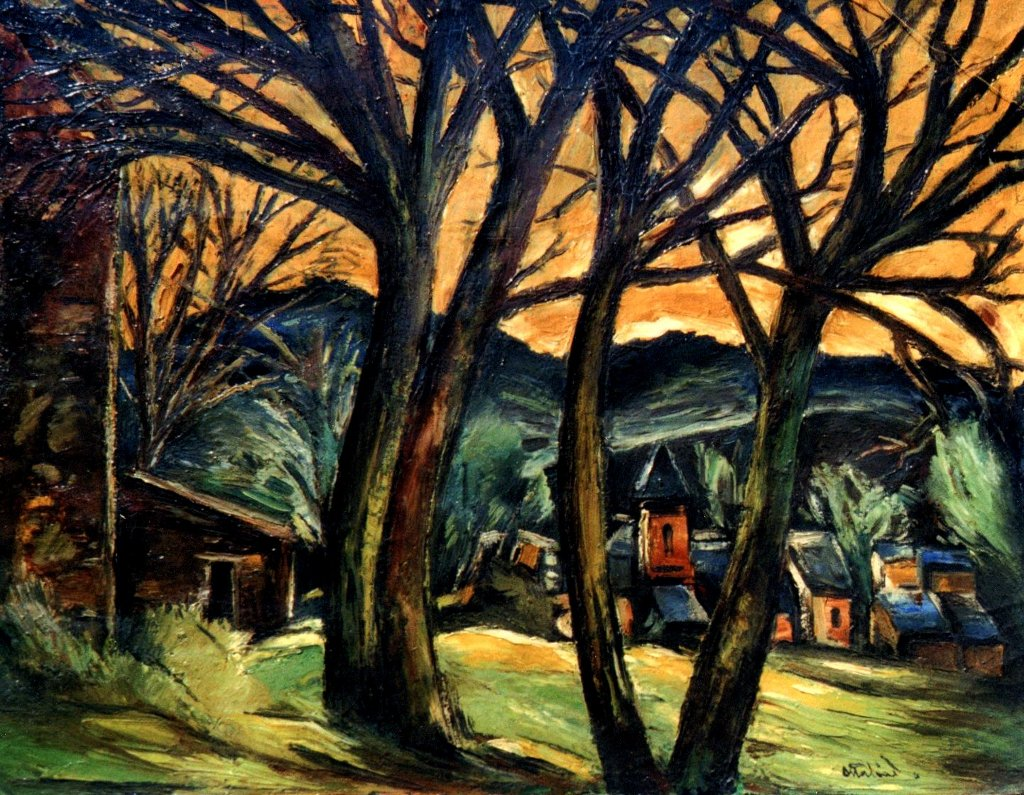
Paysage du Cantal (1943).
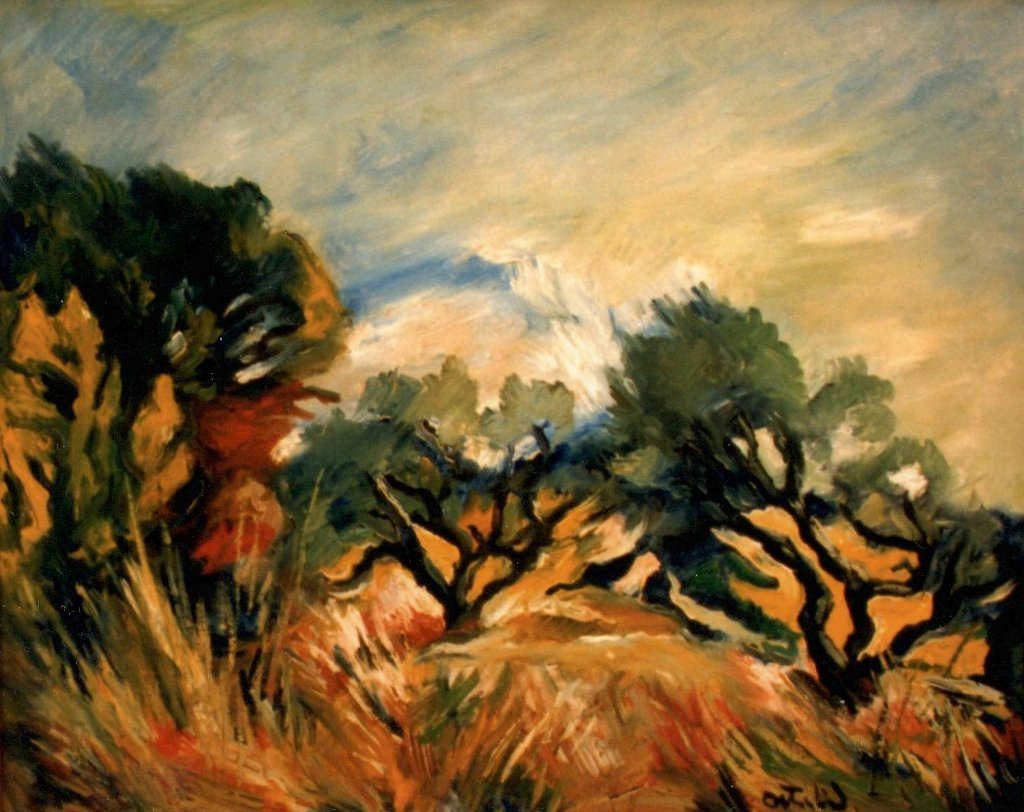
Champs d'oliviers en Provence (1953).
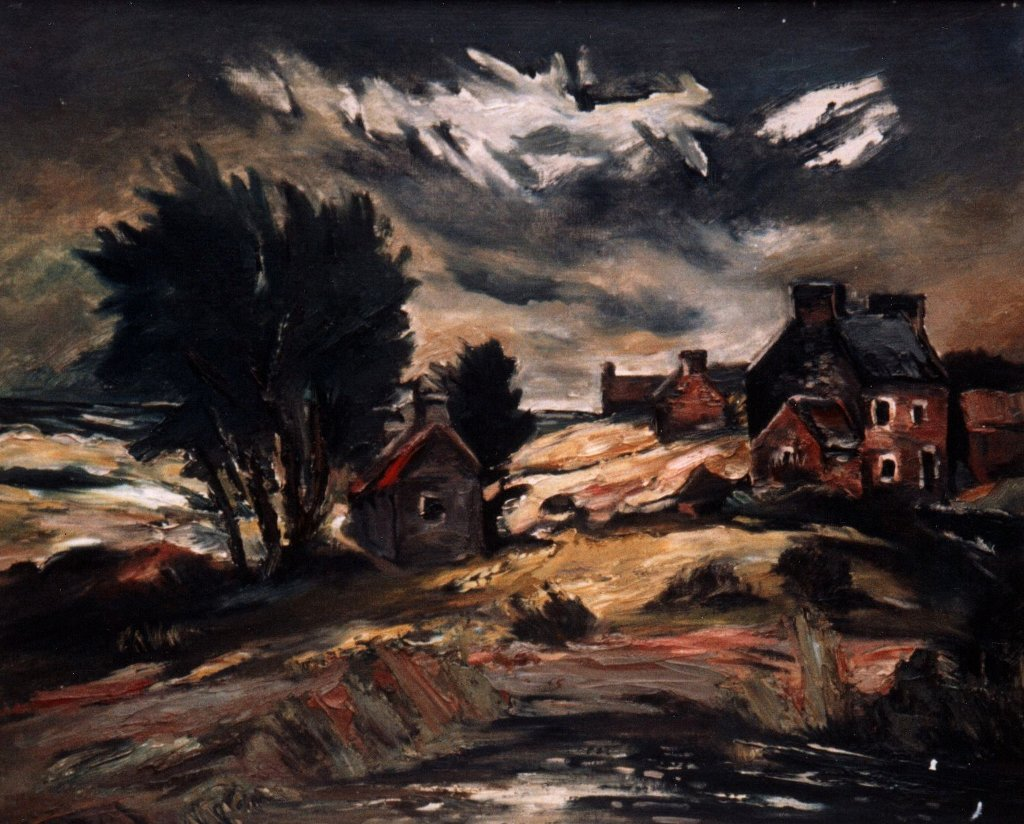
Marine, Porstall (1950).

### Expositions posthumes
- 1960-1966 – Paris, Galerie Charpentier, faubourg Saint Honoré
- 1960 – Paris, Salon des Tuileries
- 1964 – Paris, Cercle Suédois « Artistes suédois 1935-1955 dans les collections privées suédoises »
- 1968 – Paris 14/15 mai, Hôtel Drouot, Exposition vente individuelle par Maître Claude Robert (44 toiles, 26 gouaches)
- 1971 – Paris 16e arrondissement – 6/30 mai, Exposition « Terres Latines », 3 toiles de Lozère et de Provence.
- 1979 – Paris, Société Nationale des Beaux Arts (rétrospective)s, 1 toile
- 1980 – Paris, juin, Galerie le Cercle, Exposition individuelle : 16 toiles de l’époque 1947-1959.
- 1992 – Limoges, Galerie Corot, Exposition « l’Ecole de Crozant »
- 1992 – La Roche-Jagu, Exposition « La mer et les jours » (Conseil général des Côtes d’Armor) : 1 toile de 1916
- 1993 – Boulogne-Billancourt, Musée des années 1930, janvier/mai, Exposition « Le temps des chantiers » : 1 toile (1944)
- 1994 – Fresselines, octobre/novembre « Salon du Paysage »
- 1996 – Paris, mai, Galerie Artbise, Exposition individuelle, 20 toiles de Provence
- 1997 – Dun-le-Palestel, juin/septembre, Exposition « Les maîtres de la Creuse: Monet, Guillaumin, Friesz,... »
- 2000 – Pont Aven, mars/juin, Exposition individuelle, 52 œuvres bretonnes
- 2005 – Gargilesse, Château-galerie, juin/septembre, Exposition individuelle « Les 3 Osterlind »
- 2005 – La Roche-Jagu, juin/novembre, Exposition « Au fil du Trieux » (Conseil général des Côtes d’Armor)
- 2005 – Limoges, octobre, Galerie Artset, Exposition Individuelle
- 2011 – Cagnes sur Mer, juin/septembre, Château-musée Grimaud, Exposition « Rétrospective des peintes de Cagnes sur Mer ».
- 2016 – Château de Gargilesse, Les œuvres d'Anders Osterlind, 7 mai- 31 août 2016
- 2023 – Musée d'Éguzon-chantôme Anders Osterlind, la force du paysage,  28 mai- 30 novembre 2023